# Fours, Gironde

Fours este o comună în departamentul Gironde din sud-vestul Franței. În 2009 avea o populație de 286 de locuitori.

## Evoluția populației
| An        | 1975 | 1982 | 1990 | 1999 | 2006 | 2009 |
| --------- | ---- | ---- | ---- | ---- | ---- | ---- |
| Populație | 195  | 252  | 250  | 279  | 285  | 286  |